# Lillian Board
Lillian Board, född den 13 december 1948 i Durban, Sydafrika, död den 26 december 1970 i München, Tyskland, var en brittisk friidrottare.
Hon tog silver på 400 meter vid de Olympiska spelen i Mexico City 1968 och vann guldmedalj på 800 meter 1969 vid de europeiska mästerskapen i Aten. 
Hon avled i tjocktarmscancer, endast 22 år gammal, på en klinik i Bayern.